# Donna Guy
Donna Guy, po mężu Halkyard (ur. 1 listopada 1961 w Auckland) – nowozelandzka judoczka. Olimpijka z Seulu 1988, gdzie zajęła piąte miejsce wadze półśredniej, w zawodach pokazowych.
Uczestniczka mistrzostw świata w 1980, 1984, 1986 i 1987. Srebrna medalistka igrzysk wspólnoty narodów w 1986 i 1990. Wicemistrzyni Wspólnoty Narodów w 1988. Zdobyła pięć medali na mistrzostwach Oceanii w latach 1979-1985.

## Letnie Igrzyska Olimpijskie 1988
| Konkurencja | Eliminacje         | Repasaże               | Klas. końcowa |
| Konkurencja | Przeciwnik I       | Przeciwnik I           | Miejsce       |
| ----------- | ------------------ | ---------------------- | ------------- |
| -61 kg      | Diane Bell (GBR) P | Noriko Mochida (JPN) P | 5.            |